# Günther Beck
Günther Beck es un deportista alemán que compitió para la RFA en piragüismo en la modalidad de eslalon. Ganó dos medallas en el Campeonato Mundial de Piragüismo en Eslalon, oro en 1957 y plata en 1967.

## Palmarés internacional
| Campeonato Mundial | Campeonato Mundial                 | Campeonato Mundial | Campeonato Mundial |
| Año                | Lugar                              | Medalla            | Competición        |
| ------------------ | ---------------------------------- | ------------------ | ------------------ |
| 1957               | Augsburgo (RFA)                    | Medalla de oro     | C1 por equipos     |
| 1967               | Lipno nad Vltavou (Checoslovaquia) | Medalla de plata   | K1 por equipos     |